# Persiljegroda
Persiljegroda (Pelodytes punctatus) är en art i familjen Pelodytidae som tillhör ordningen stjärtlösa groddjur. Arten är också känd under handelsnamnen prickig slamdykare eller bara slamdykare .

## Utseende
Kroppslängden är vanligtvis 3,5 till 4,5 centimeter, men kan bli upp till 6 centimeter. Färgen är ovan grå, brunaktig eller grön med flera mörka, avlånga vårtor. Undersidan är vitaktig, med undantag för benens undersidor, som är gula. Ögonen vetter åt sidorna, med vertikal och springformad pupill.
Framfötterna saknar helt simhud, och bakfötterna har endast antydan till sådan. 

## Utbredning
Persiljegrodan finns i västra Frankrike, södra Iberiska halvön och nordöstra Italien, men är ingenstans vanlig. Utdöd i Belgien. 

## Fortplantning
Parningstiden sträcker sig mellan mars och april. Amplexus (hanens livtag på honan under parningen) sker strax framför bakbenen. Honan lägger 1 000–1 600 fritt kringflytande ägg.
Ynglet kan nå en längd av 6,5 centimeter just före förvandlingen.

## Vanor
Grodan är nattaktiv. Den kan leva i ett flertal miljöer, som stränder, dyner, kärr, mossar, mindre vattensamlingar, men även områden långt från vatten, exempelvis ängar, odlad mark, buskpartier, stenrösen och liknande. I höglänta områden kan den gå upp till 600 m över havet. Den förekommer även nära mänsklig bebyggelse.
Grodan är en skicklig klättrare, dock utan lövgrodans häftfötter. 
Lätet är melodiskt, speciellt under parningstiden.
Under vintern, från november till januari, är den inaktiv.
Persiljegrodan lever av insekter och andra smärre, ryggradslösa djur.